# Skolår
Skolår eller årskurs (förkortat ÅK) är numera de officiella benämningarna i Sverige för utbildningsnivåer.
I den svenska folkskolan, och under lång tid därefter, kallades utbildningsnivåerna "klasser" (första klass, andra klass etc.), medan "skolår" var detsamma som läsår. Sedan den obligatoriska 9-åriga grundskolan införts 1962 började begreppet "klass" sakta ersättas av "årskurs" och efter 1994 års läroplan började "årskurs" att ersättas av "skolår". Fortfarande används dock begreppet "årskurs" av de flesta skolor i landet, antingen istället för eller som en synonym till "skolår". I och med 2011 års läroplan infördes på nytt begreppet årskurs.
Utanför lärarkårer och skoladministrationer är användningen av "klass" som nivåbegrepp fortfarande vanligast i Sverige. En googling i februari 2011 av frasvarianterna "går i första/andra/tredje/fjärde/femte/sjätte/sjunde/nionde klass" gav sammanlagt mer än 504 000 träffar, mest från tidningstexter eller bloggar och foruminslag från föräldrar och elever, medan motsvarande googling av frasvarianterna "går i årskurs ett/två/tre/fyra/fem/sex/sju/åtta/nio" bara gav sammanlagt 161 000 träffar, mestadels från skolsajter och myndighetstexter. Frasvarianterna "går i skolår ett/två/tre/fyra/fem/sex/sju/åtta/nio" gav bara 106 träffar sammanlagt - samtliga från skolmyndigheter eller forskare.